# El Pont de Vilomara i Rocafort
El Pont de Vilomara i Rocafort là một đô thị trong comarca Bages, tỉnh Barcelona, Catalonia, Tây Ban Nha.
Vista general del Pont de Vilaroma

Localización de l Pont de Vilomara i Rocafort en el Bages

## Biến động dân số
| 1900  | 1930  | 1960  | 1990  | 2007  |
| ----- | ----- | ----- | ----- | ----- |
| 1.321 | 1.095 | 1.933 | 2.226 | 3.672 |

- Biến động dân số từ năm 1717 đến năm 2007

1717-1981: población de hecho; 1990-: población de derecho